# Guadalupe (Vallegrande)
Guadalupe ist eine Ortschaft im Departamento Santa Cruz im südamerikanischen Anden-Staat Bolivien.  

## Lage im Nahraum
Guadalupe ist zentraler Ort des Kanton Guadalupe im Municipio Vallegrande in der Provinz Vallegrande und liegt auf einer Höhe von 2054 m acht Kilometer südlich der Provinzhauptstadt Vallegrande.

## Geographie
Guadalupe liegt in einem Tal der Cordillera Oriental am Rand der östlichen Anden. Es hat durch seine geschützte Lage in einem weitläufigen Tal ein mildes Klima. Der wirtschaftliche Schwerpunkt der Region liegt in der Landwirtschaft (Obst, Mais, Baumwolle, Reis und Tabak) und der Viehwirtschaft.
Die Jahresdurchschnittstemperatur der Region liegt bei 18 °C (siehe Klimadiagramm Vallegrande) und schwankt nur unwesentlich zwischen 15 °C im Juli und 20 °C von November bis Januar. Der Jahresniederschlag beträgt knapp 700 mm, mit einer deutlichen Trockenzeit von Mai bis September mit Monatsniederschlägen unter 25 mm, und einer Feuchtezeit von Dezember bis Februar mit mehr als 100 mm Monatsniederschlag.

## Verkehrsnetz
Guadalupe liegt in einer Entfernung von 248 Straßenkilometern südwestlich von Santa Cruz, der Hauptstadt des gleichnamigen Departamentos.
Von Santa Cruz führt die asphaltierte Nationalstraße Ruta 7 in westlicher Richtung nach Cochabamba und erreicht nach 187 Kilometern über Samaipata und La Angostura die Kleinstadt Mataral. Von dort zweigt die Ruta 22 in südlicher Richtung ab und führt nach 61 Kilometern über Vallegrande nach Guadalupe und weiter in den bolivianischen Chaco über Masicurí nach Ipitá.

## Bevölkerung
Die Einwohnerzahl der Ortschaft hat sich in den vergangenen beiden Jahrzehnten nur unwesentlich verändert:
| Jahr | Einwohner | Quelle       |
| ---- | --------- | ------------ |
| 1992 | 455       | Volkszählung |
| 2001 | 521       | Volkszählung |
| 2012 | 448       | Volkszählung |
| 2024 |           | Volkszählung |